# Джої Вера
Джої Вера (англ. Joey Vera) — американський басист, відомий як учасник хеві-метал гурту Armored Saint і прогресивного метал гурту Fates Warning.
Джої Вера народився 24 квітня 1963 у Лос-Анджелесі, Каліфорнія.

## Кар'єра
Спочатку Джої Вера грав на гітарі, але після прослуховування Kiss' Alive! зацікавився бас-гітарою, і до того часу, коли сформувався гурт Armored Saint, він змінив гітару на бас-гітару. У 1982 року Джої Вера приєднався до гурту Armored Saint (Лос-Анджелес). Гурт був активний у 1982-1992 роках, після чого розпався, у 1999році гурт відновився і активний до нашого часу. У поточному складі гурту Джої Вера є постійним учасником. На сьогодні гурт випустив вісім студійних альбомів, один міні-альбом, два концертних альбоми та один збірник.
У 2004 і на початку 2005 років Джої Вера гастролював з гуртом Anthrax як заміна Френка Белло (Frank Bello), який взяв перерву в гурті.
Він також був учасником гурту Engine, записувався з гуртом Tribe After Tribe і з’явився в альбомі гурту OSI — Free. Його перший сольний альбом A Thousand Faces був випущений у 1994 році. Його нинішній сольний проект A Chinese Firedrill випустив альбом під назвою Circles у 2007 році.
1 серпня 2019 року Джої Вера було оголошено гастрольним басистом нещодавно відновленого гурту Mercyful Fate замість Тімі Гансена (Timi Hansen). Він залишався з гуртом до 2024 року.
У 2015 році Джої Вера брав участь у одноразовому проекті Motor Sister. Річ у тому, що Scott Ian (гітарист гурту Anthrax) був давнім фанатом гурту Mother Superior і на святкуванні 50-річчя, захотів знову вживу почути гру Mother Superior, підібрати улюблені пісні, зібрати хлопців і провести міні-концерт удома. У результаті утворився гурт Motor Sister, у такому складі: Pearl Aday (вокал); Scott Ian (гітарист); Jim Wilson (гітарист/вокаліст); Joey Vera (басист) (Fates Warning, Armored Saint); John Tempesta (барабанщик) (The Cult, Exodus, Testament, and White Zombie). 2015 році гурт Motor Sister перезаписав дванадцять пісень і випустив альбом Ride.
Джерелами впливу або натхнення для своєї гри на бас-гітарі Джої Вера називав: Гізера Батлера (Geezer Butler), Джона Дікона (John Deacon), Джона Ентвісла (John Entwistle), Ларрі Грема (Larry Graham), Стіва Харріса (Steve Harris), Луїса Джонсона (Louis Johnson), Джона Пола Джонса (John Paul Jones), Гедді Лі (Geddy Lee), Пола Маккартні (Paul McCartney), Джако Пасторіуса (Jaco Pastorius), Вердіна Уайта (Verdine White).
Зазвичай він грає на бас-гітарі за допомогою пальців, хоча кілька разів використовував гітарний медіатор.

## Дискографія

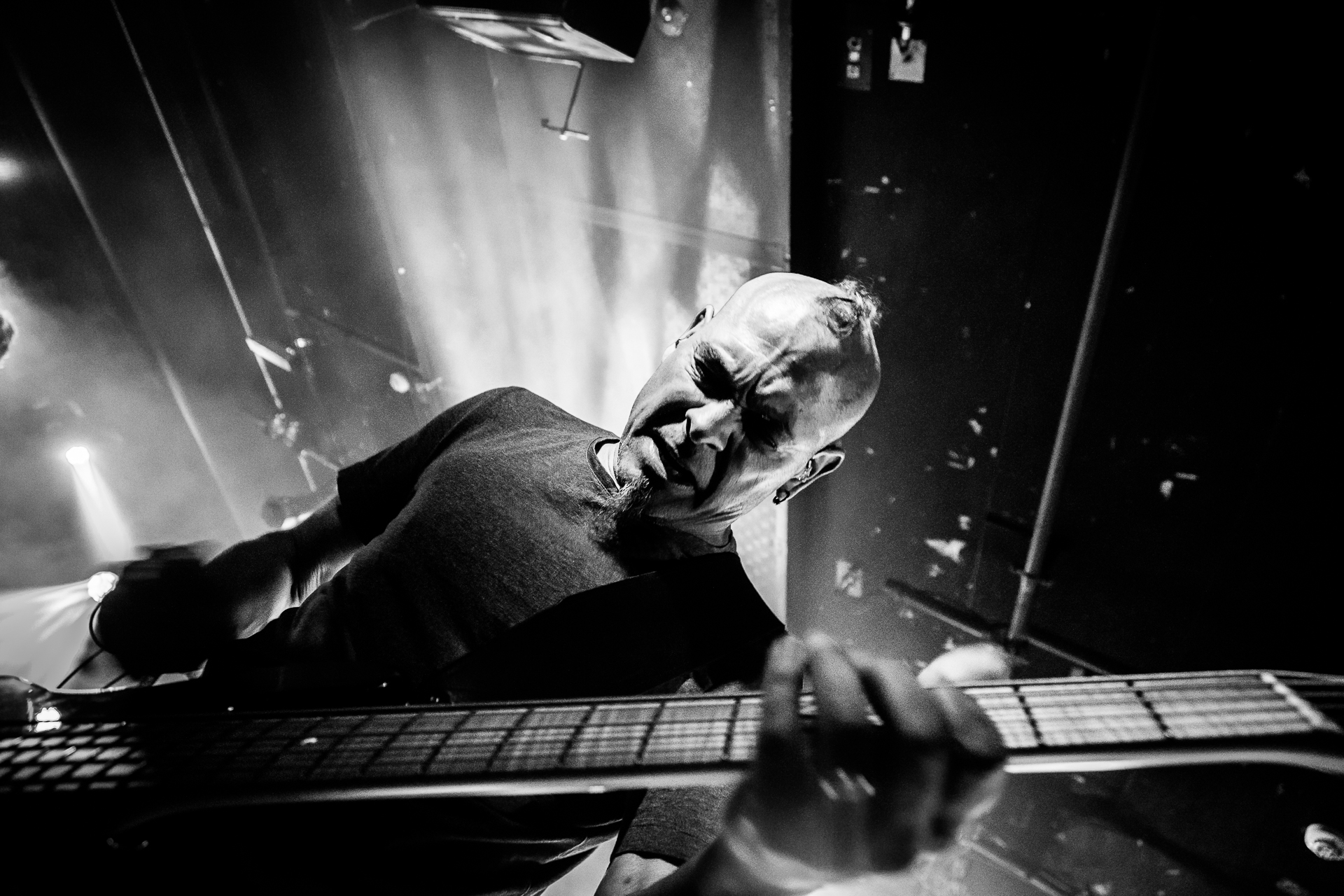
Джої Вера виступає з Fates Warning

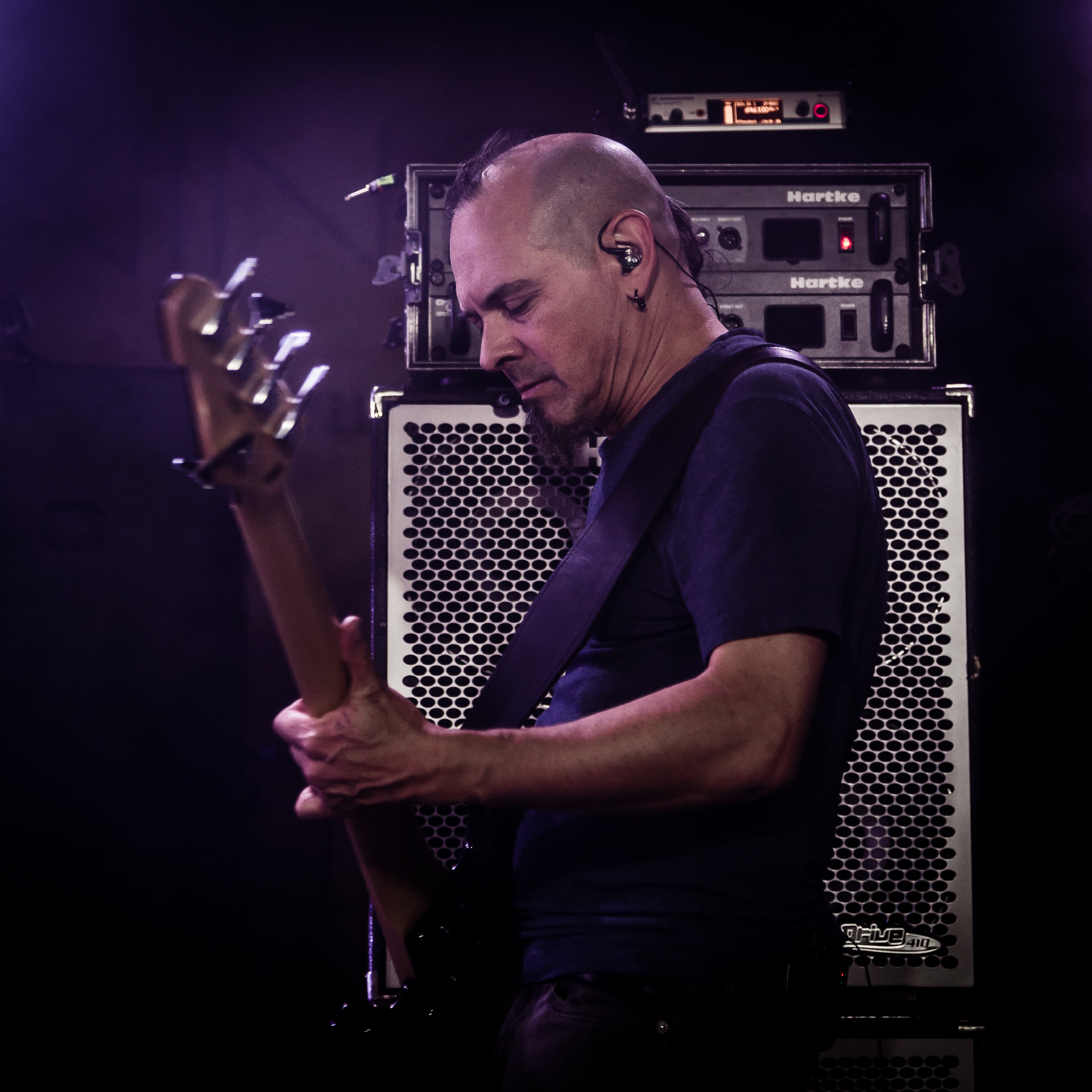
Джої Вера виступає з Fates Warning

### Разом з Armored Saint
- Armored Saint EP (1983)
- March of the Saint (1984)
- Delirious Nomad (1985)
- Raising Fear (1987)
- Saints Will Conquer (1988)
- Symbol of Salvation (1991)
- Revelation (2000)
- Nod to the Old School (2001)
- La Raza (2010)
- Win Hands Down (2015)
- Carpe Noctum (2017)
- Punching The Sky (2020)

### Сольний альбом
- A Thousand Faces (1994)

### Разом з Fates Warning
- A Pleasant Shade of Gray (1997)
- Still Life (1999)
- Disconnected (2000)
- FWX (2004)
- Darkness in a Different Light (2013)
- Theories of Flight (2016)
- Long Day Good Night (2020)

### Разом з Tribe After Tribe
- Pearls Before Swine (1997)
- Enchanted Entrance (2002)

### Разом з Chroma Key
- Dead Air for Radios (1998)

### Разом з Engine
- Engine (1999)
- Superholic (2002)

### Разом з John Arch
- A Twist of Fate (2003)

### Разом з Seven Witches
- Passage to the Other Side (2003)
- Deadly Sins (2007)

### Разом з OSI
- Free (2006)

### Сольний проект A Chinese Firedrill
- Circles (2007)

### Разом з Arch/Matheos
- Sympathetic Resonance (2011)

### Разом з Motor Sister
- Ride (2015)